# Kazimierz Jeleń
Kazimierz Abram (Abraham) Jeleń (ur. 27 stycznia 1889 w Osownie, pow. Radzyń Podlaski,  zm. wiosną 1940 w Katyniu) – major lekarz Wojska Polskiego, ofiara zbrodni katyńskiej.

## Życiorys
Urodził się w rodzinie Macieja i Agnieszki z Kułagów. Studiował na uniwersytetach w Warszawie, Dorpacie i Moskwie. W 1915 roku uzyskał dyplom lekarski. Powołany do armii rosyjskiej. Uczestnik I wojny światowej. W 1920 naczelny lekarz w 4 pułku strzelców konnych.  
Po zakończeniu działań wojennych pozostał w wojsku. 3 maja 1922 roku został zweryfikowany w stopniu kapitanem ze starszeństwem z dniem 1 czerwca 1919 roku i 43. lokatą w korpusie oficerów sanitarnych, grupa lekarzy, a jego oddziałem macierzystym była Kompania Zapasowa Sanitarna Nr 2. W 1923 roku pełnił służbę w 30 pułku artylerii polowej we Włodawie na stanowisku starszego lekarza, pozostając oficerem nadetatowym 9 batalionu sanitarnego w Brześciu. Po awansie do stopnia majora (starszeństwo z dniem 1 lipca 1923 i 30 lokatą w korpusie oficerów zawodowych sanitarnych - lekarzy), W tym samym roku pełnił służbę w 74 pułku piechoty w Lublińcu na stanowisku starszego lekarza, pozostając oficerem nadetatowym 4 batalionu sanitarnego w Łodzi. W 1928 roku pozostawał w dyspozycji dowódcy Okręgu Korpusu Nr VIII. Z dniem 30 września 1929 roku został przeniesiony w stan spoczynku. W 1934 roku pozostawał w ewidencji Powiatowej Komendy Uzupełnień Siedlce. Posiadał przydział do Kadry Zapasowej 9 Szpitala Okręgowego.
W 1936 roku był lekarzem domowym Ubezpieczalni Społecznej w Ostrowcu Świętokrzyskim. W 1938 roku pracował w Szpitalu Ubezpieczalni Społecznej w Ostrowcu Świętokrzyskim, w charakterze lekarz pediatry i dermatologa. Mieszkał przy ulicy Głogowskiej 3. 
W kampanii wrześniowej wzięty do niewoli radzieckiej. Według stanu na grudzień 1939 był jeńcem obozu w Kozielsku. Między 19 a 21 kwietnia 1940 przekazany do dyspozycji naczelnika smoleńskiego obwodu NKWD – lista wywózkowa 036/4 z 16.04.1940. Został zamordowany między 20 a 22 kwietnia 1940 przez NKWD w lesie katyńskim. Zidentyfikowany podczas ekshumacji prowadzonej przez Niemców w 1943, zapis w dzienniku ekshumacji pod datą 04.05.1943. Przy szczątkach znaleziono kartę przydziału służbowego, dwie fotografie i kartę szczepień obozowych nr 3530. Figuruje na liście AM-187-803 i liście Komisji Technicznej PCK pod numerem GARF-17-0803. Nazwisko Jelenia znajduje się na liście ofiar (pod nr 0803) opublikowanej w Gońcu Krakowskim nr 107 i w Nowym Kurierze Warszawskim nr 112 z 1943. W „Nowinach: gazeta ścienna dla polskiej wsi” w spisie ofiar z Katynia znajduje się pod nr 473, z adnotacją - „major, szczegółów brak”. Pochowany na Polskim Cmentarzu Wojennym w Katyniu, nr tabliczki epitafijnej nr 1377. 
Kazimierz Jeleń był żonaty z Marią z Wonschów, z którą miał syna Macieja.
5 października 2007 minister obrony narodowej Aleksander Szczygło mianował go pośmiertnie na stopień podpułkownika. Awans został ogłoszony 9 listopada 2007, w Warszawie, w trakcie uroczystości „Katyń Pamiętamy – Uczcijmy Pamięć Bohaterów”.

## Ordery i odznaczenia
- Krzyż Walecznych dwukrotnie[3]
- Krzyż Kampanii Wrześniowej – pośmiertnie 1 stycznia 1986[20]